# Syzygium jasminifolium
Syzygium jasminifolium är en myrtenväxtart som först beskrevs av Henry Nicholas Ridley, och fick sitt nu gällande namn av Chantaran. och John Adrian Naicker Parnell. Syzygium jasminifolium ingår i släktet Syzygium och familjen myrtenväxter. IUCN kategoriserar arten globalt som livskraftig. Inga underarter finns listade i Catalogue of Life.